# توبی جونز
توبی ادوارد هسلوود جونز OBE (انگلیسی: Toby Edward Heslewood Jones؛ زادهٔ ۷ سپتامبر ۱۹۶۶) بازیگر انگلیسی است. جونز به خاطر نقش‌های بازیگری گسترده‌اش در تئاتر و سینما شهرت دارد. او از سال ۱۹۸۹ تا ۱۹۹۱ در مدرسه بین‌المللی تئاتر ژاک لکوک آموزش دید. او برای نخستین بار در سال ۲۰۰۱ در نمایشنامه کمدی نمایشنامه‌ای که می‌نویسم بازی کرد که در تئاتر وست اند و برادوی روی صحنه رفت، و جوایز لارنس الیویه را برای بهترین بازیگر نقش مکمل مرد به ارمغان آورد. در سال ۲۰۲۰، او برای بازی در بازسازی دایی وانیا اثر آنتون چخوف، نامزد دومین جایزه اولیویه، بهترین بازیگر مرد شد.
جونز اولین فیلم خود را در درام اورلاندو از سالی پاتر در سال ۱۹۹۲ انجام داد. او در نقش‌های فرعی در فیلم‌هایی مانند برهنه (۱۹۹۳)، بینوایان (۱۹۹۸)، برای همیشه (۱۹۹۸)، در جستجوی ناکجاآباد (۲۰۰۵)، و خانم هندرسون تقدیم می‌کند (۲۰۰۵) ظاهر شد. او برای بازی در نقش ترومن کاپوتی در فیلم زندگی‌نامه‌ای بدنام (۲۰۰۶) مورد تحسین منتقدان قرار گرفت. او از آن زمان در فیلم‌های لطف حیرت‌آور (۲۰۰۶)، پرده رنگی (۲۰۰۶)، دبلیو (۲۰۰۸)، فراست/نیکسون (۲۰۰۸)، بندزن خیاط سرباز جاسوس (۲۰۱۱)، هفته‌ای که با مریلین گذراندم (۲۰۱۱)، استودیوی صدای باربری (۲۰۱۲)، ارتش بابا (۲۰۱۶) و امپراتور روشنایی (۲۰۲۲) بازی کرده‌است.
او همچنین به‌خاطر نقش‌های صوتی‌اش در نقش دابی اِلف خانگی در فیلم‌های هری پاتر (۲۰۰۲–۲۰۱۱)، آریستیدس سیلک در ماجراهای تن‌تن (۲۰۱۱) و جغد در کریستوفر رابین (۲۰۱۸) شناخته می‌شود. او همچنین برای نقش‌های پرفروش خود به‌عنوان کلودیوس تمپلسمیت در مجموعه بازی‌های گرسنگی (۲۰۱۲–۲۰۱۳)، آرنیم زولا در فیلم‌های کاپیتان آمریکا: نخستین انتقام‌جو (۲۰۱۱) و کاپیتان آمریکا: سرباز زمستان (۲۰۱۴) از دنیای سینمایی مارول و مجموعه تلویزیونی چه می‌شود اگر… ؟ (۲۰۲۱) از دیزنی پلاس و همچنین در نقش آقای اورسول در دنیای ژوراسیک: سقوط پادشاهی (۲۰۱۸) شناخته می‌شود.
آثار تلویزیونی جونز عبارتند از دکتر هو (۲۰۱۰)، مینی‌سریال تایتانیک (۲۰۱۲) از جولین فلوز، مأمور کارتر (۲۰۱۵) از مارول و ویوارد پاینز (۲۰۱۵–۲۰۱۶). او برای بازی در نقش آلفرد هیچکاک در فیلم تلویزیونی دختر (۲۰۱۲) نامزد جایزه گلدن گلوب بهترین بازیگر مرد شد و برای بازی در آشکارسازها (۲۰۱۸) برنده جایزه بهترین مرد کمدی بفتا شد. در سال ۲۰۱۷، او نقش کالورتون اسمیت را در «کارآگاه دروغ‌گو»، قسمتی از سریال جنایی شرلوک از بی‌بی‌سی ایفا کرد.

## گزیده فیلم‌شناسی

### فیلم (گزیده)
| سال  | عنوان                              | نقش                        | یادداشت‌ها |
| ---- | ---------------------------------- | -------------------------- | --------- |
| ۱۹۹۲ | اورلاندو                           | خدمتکار                    |           |
| ۱۹۹۳ | برهنه                              | مرد در کافه چای            |           |
| ۱۹۹۸ | دخترعمو بت                         | مردی در کافه هنرمندان      |           |
| ۱۹۹۸ | بینوایان                           | نگهبان درب                 |           |
| ۱۹۹۸ | برای همیشه                         | صفحه سلطنتی                |           |
| ۱۹۹۹ | شمعون مجوسی                        | بوکهلز                     |           |
| ۱۹۹۹ | پیام‌آور: داستان ژان دارک           | داور انگلیسی               |           |
| ۲۰۰۲ | هری پاتر و تالار اسرار             | دابی الف خانگی             | صدا       |
| ۲۰۰۴ | در جستجوی ناکجاآباد                | آقای اسمی                  |           |
| ۲۰۰۵ | خانم هندرسون تقدیم می‌کند           | گوردون                     |           |
| ۲۰۰۶ | بدنام                              | ترومن کاپوتی               |           |
| ۲۰۰۶ | پرده رنگی                          | وادینگتون                  |           |
| ۲۰۰۷ | لطف حیرت‌آور                        | ویلیام چهارم               |           |
| ۲۰۰۷ | گشت شبانه                          | جرارد دو                   |           |
| ۲۰۰۷ | مه                                 | اولی ویکز                  |           |
| ۲۰۰۷ | سنت ترینیان                        | بورسار                     |           |
| ۲۰۰۸ | شهر اخگر                           | باردون اسنود               |           |
| ۲۰۰۸ | دبلیو                              | کارل روور                  |           |
| ۲۰۰۸ | فراست/نیکسون                       | سویفتی لازار               |           |
| ۲۰۰۹ | آفرینش                             | توماس هنری هاکسلی          |           |
| ۲۰۰۹ | سنت ترینیان ۲: افسانه طلای فریتون  | بورسار                     |           |
| ۲۰۱۰ | سکس و داروها و راک اند رول         | هارگریوز                   |           |
| ۲۰۱۰ | هری پاتر و یادگاران مرگ – قسمت اول | دابی الف خانگی             | صدا       |
| ۲۰۱۰ | ویرجینیا                           | مکس                        |           |
| ۲۰۱۱ | تشریفات مذهبی                      | پدر متیو                   |           |
| ۲۰۱۱ | والاحضرت                           | جولی                       |           |
| ۲۰۱۱ | کاپیتان آمریکا: نخستین انتقام‌جو    | آرنیم زولا                 |           |
| ۲۰۱۱ | بندزن خیاط سرباز جاسوس             | پرسی آللین                 |           |
| ۲۰۱۱ | هفته‌ای که با مریلین گذراندم        | آرتور پی. جیکوبس           |           |
| ۲۰۱۱ | ماجراهای تن‌تن                      | آریستیدس سیلک              | ضبط حرکت  |
| ۲۰۱۲ | بازی‌های گرسنگی                     | کلودیوس تمپلسمیت           |           |
| ۲۰۱۲ | چراغ‌های قرمز                       | پل شاکلتون                 |           |
| ۲۰۱۲ | سفیدبرفی و شکارچی                  | کول                        |           |
| ۲۰۱۲ | استودیوی صدای باربری               | گیلدروی                    |           |
| ۲۰۱۳ | بازی‌های گرسنگی: اشتعال             | کلودیوس تمپلسمیت           |           |
| ۲۰۱۴ | کاپیتان آمریکا: سرباز زمستان       | آرنیم زولا                 |           |
| ۲۰۱۴ | ماپت‌ها: تحت تعقیب                  | گارد شمارهٔ ۲ موزه دل پرادو | کامئو     |
| ۲۰۱۴ | سرنا                               | کلانتر مک‌داول              |           |
| ۲۰۱۵ | قصه قصه‌ها                          | پادشاه ارتفاعات            |           |
| ۲۰۱۵ | مردی که بی‌نهایت را می‌دانست         | جان انزور لیتل‌وود          |           |
| ۲۰۱۶ | ارتش بابا                          | کاپیتان مینوارینگ          |           |
| ۲۰۱۶ | انتروپوید                          | یان زلنکا-هاسکی            |           |
| ۲۰۱۶ | مورگان                             | سایمون زیگلر               |           |
| ۲۰۱۷ | بلوند اتمی                         | اریک گری                   |           |
| ۲۰۱۷ | پایان خوش                          | لارنس برادشاو              |           |
| ۲۰۱۷ | آدم‌برفی                            | بازپرس سونسون              |           |
| ۲۰۱۸ | دنیای ژوراسیک: سقوط پادشاهی        | آقای اورسول                |           |
| ۲۰۱۸ | کریستوفر رابین                     | جغد                        | صدا       |
| ۲۰۱۸ | غیرمنتظره                          | پروفسور یان استرامی        |           |
| ۲۰۱۹ | اولین گاو                          | فاکتور اصلی                |           |
| ۲۰۲۰ | آخرین چیزی که او می‌خواست           | پل شوستر                   |           |
| ۲۰۲۰ | بایگانی                            | وینسنت سینکلر              |           |
| ۲۰۲۱ | بی‌نهایت                            | برایان پورتر               |           |
| ۲۰۲۱ | زندگی الکتریکی لوئیس وین           | سر ویلیام اینگرام          |           |
| ۲۰۲۲ | شگفتی                              | دکتر مک بریتی              |           |
| ۲۰۲۲ | امپراتور روشنایی                   | نورمن                      |           |
| ۲۰۲۲ | چشم آبی روشن                       | دکتر دانیل مارکیز          |           |
| ۲۰۲۳ | تتریس                              | رابرت استین                | پس‌تولید   |
| ۲۰۲۳ | ایندیانا جونز و گردانه سرنوشت      | باسیل                      | پس‌تولید   |
| TBA  | بازیگر                             |                            | پس‌تولید   |

### تلویزیون (گزیده)
| سال     | عنوان                                       | نقش                           | یادداشت‌ها                         |
| ------- | ------------------------------------------- | ----------------------------- | --------------------------------- |
| ۱۹۹۶    | مرگ فروشنده                                 | پیشخدمت                       | فیلم تلویزیونی                    |
| ۱۹۹۹–۰۰ | آدمکشان میدسامر                             | دن پترسون                     | ۴ قسمت                            |
| ۲۰۰۱    | راه و رسم زندگی ما                          | اسوئرکام                      | قسمت #۱٫۴                         |
| ۲۰۰۱    | ویکتوریا و آلبرت                            | ادوارد آکسفورد                | ۲ قسمت                            |
| ۲۰۱۰    | دکتر هو                                     | لرد رؤیاها                    | قسمت: «انتخاب ایمی»               |
| ۲۰۱۰    | پوآرو                                       | ساموئل راچت / لانفرانکو کاستی | قسمت: «قتل در قطار سریع‌السیر شرق» |
| ۲۰۱۱    | کریستوفر و نوعش                             | جرالد همیلتون                 | فیلم تلویزیونی                    |
| ۲۰۱۲    | تایتانیک                                    | جان بتلی                      | ۴ قسمت                            |
| ۲۰۱۵–۱۶ | ویوارد پاینز                                | دیوید پیلچر/دکتر جنکینز       | ۱۵ قسمت                           |
| ۲۰۱۵    | مأمور کارتر                                 | آرنیم زولا                    | قسمت: «Valediction»               |
| ۲۰۱۷    | شرلوک                                       | کالورتون اسمیت                | قسمت: «کارآگاه دروغ‌گو»            |
| ۲۰۱۹    | بلور تاریک: دوران مقاومت                    | کتابدار                       | صدا؛ ۶ قسمت                       |
| ۲۰۲۱    | چه می‌شود اگر… ؟                             | آرنیم زولا                    | صدا؛ ۳ قسمت                       |
| ۲۰۲۲    | بیستمین سالگرد هری پاتر: بازگشت به هاگوارتز | خودش                          | ویژهٔ اچ‌بی‌او مکس                   |